# Тайнан
Тайнан (на китайски: 臺南市) е град в югозападен Тайван. Населението му е около 1 875 000 души (2020).
Разположен е на 1 метър надморска височина на брега на Тайванския проток и на 40 километра северно от Гаосюн. Основан е през 1624 година от Нидерландската източноиндийска компания и до края на XIX век е административен център на целия остров Тайван.